# 삼성각
삼성각(三聖閣)은 칠성여래를 주불로 하여, 산신(山神)과 독성(獨聖)을 봉안한 전각이다. 지금의 형태는 조선 후기부터 나타났다고 하며, 이전에는 지공, 나옹, 무학대사를 봉안하였다고 한다. 경상북도 경산시 팔공산 선본사처럼 산신 대신 용왕을 봉안하는 경우도 있다.

## 사진

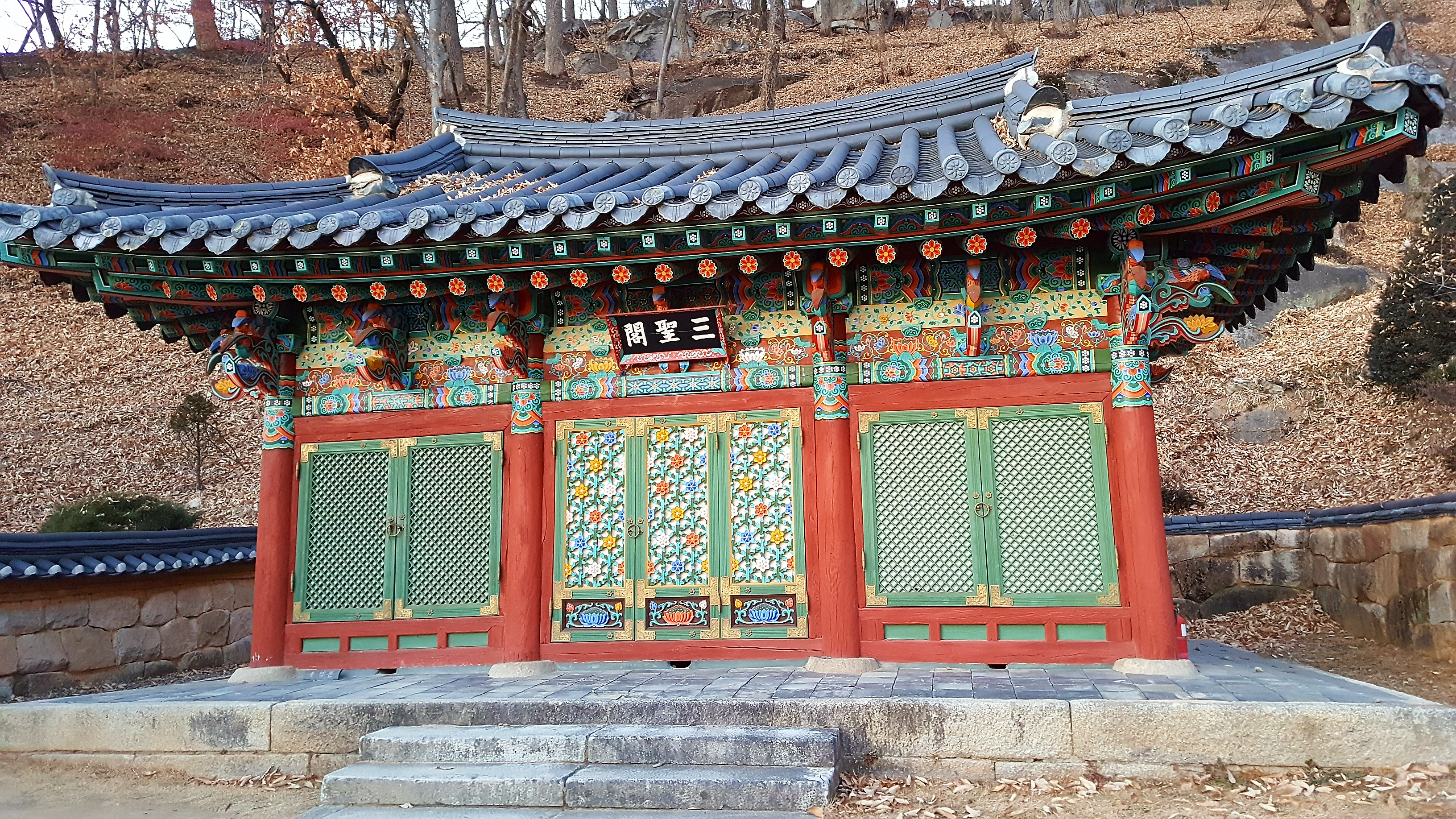
경상북도 영주시 부석사 삼성각
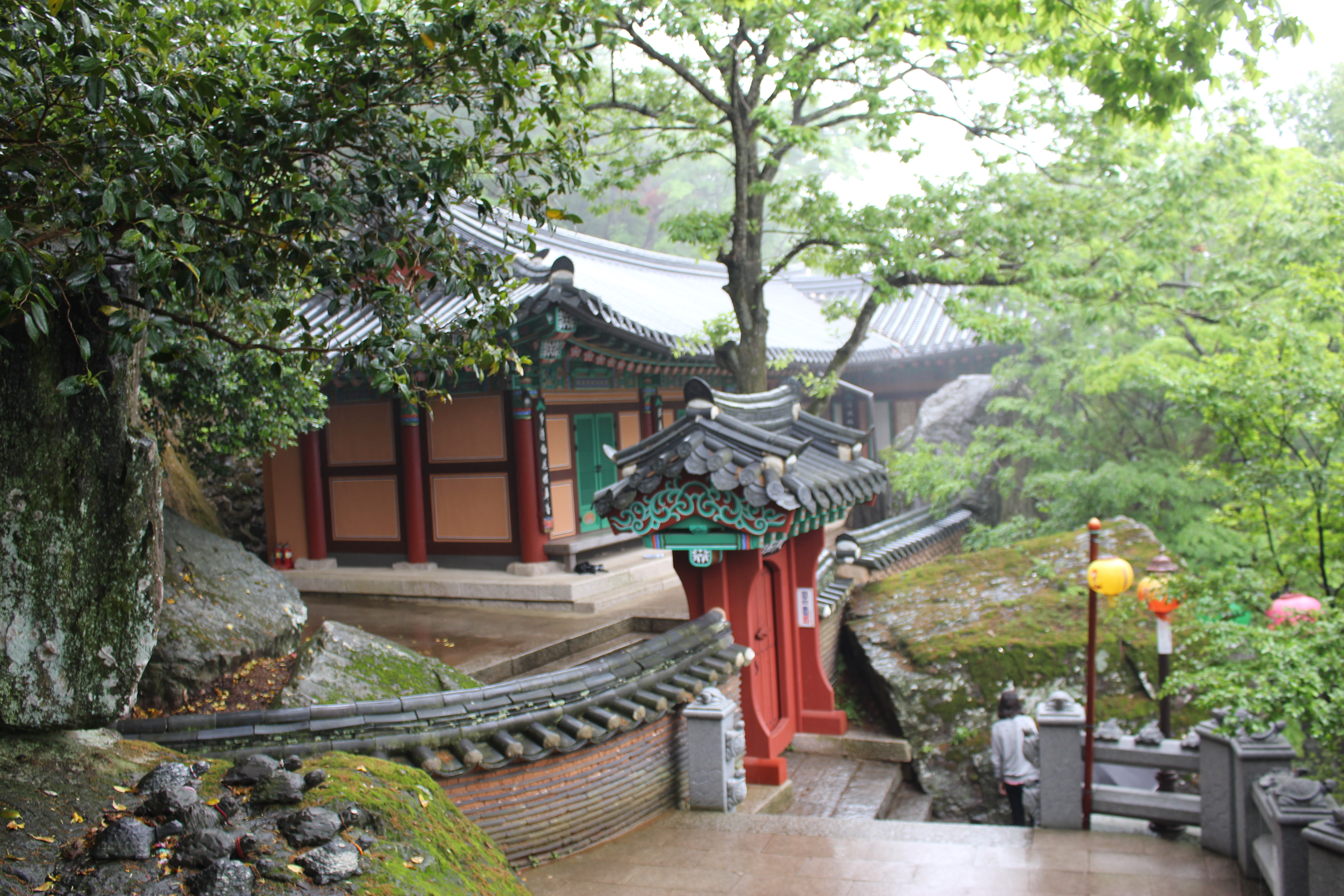
전라남도 여수시 향일암 삼성각
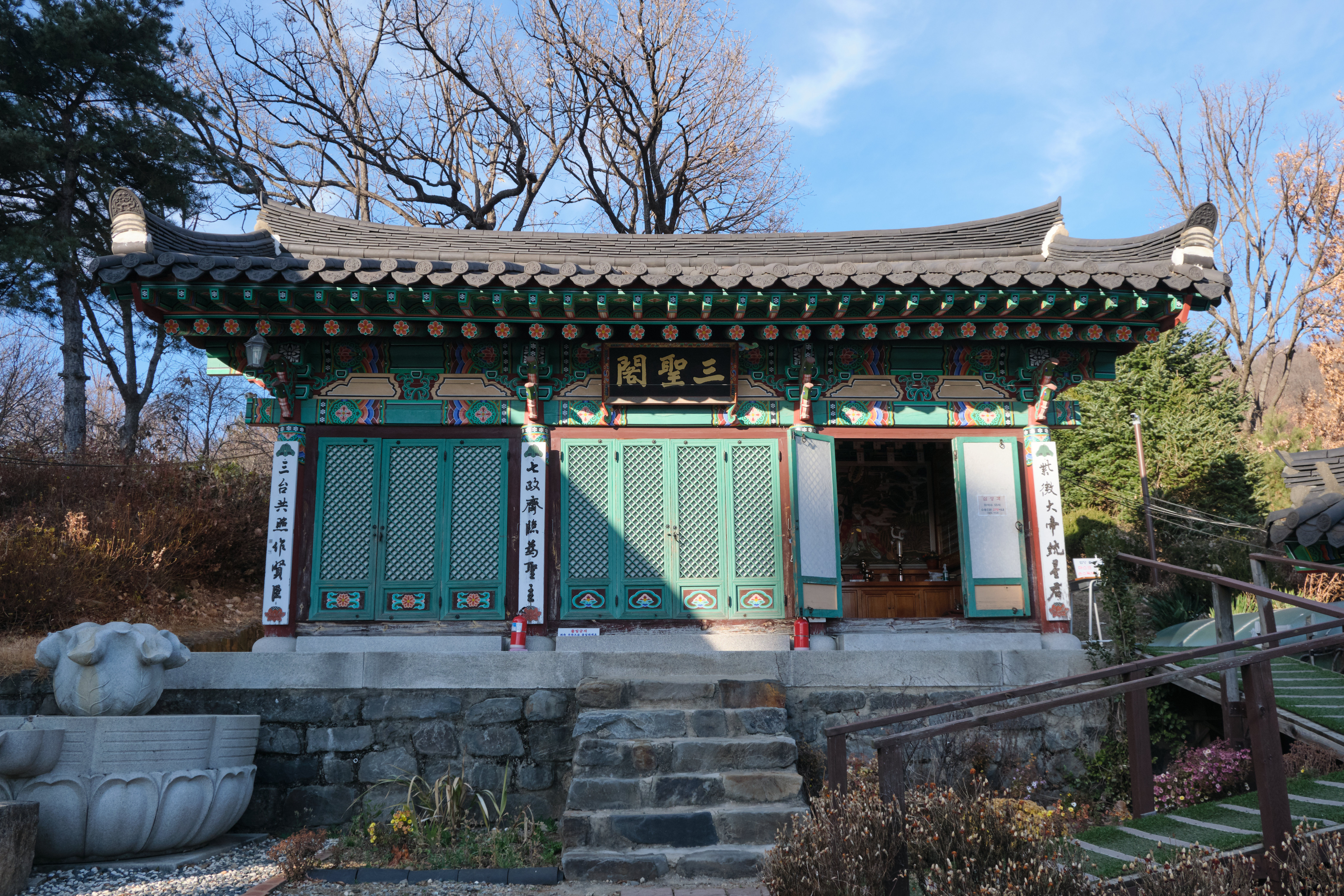
경기도 성남시 봉국사 삼성각

## 같이 보기
- 제목에 "삼성각" 항목을 포함한 모든 문서